# Ptiloris
A Ptiloris a madarak osztályának verébalakúak (Passeriformes) rendjébe és a paradicsommadár-félék (Paradiasaeidae) családjába tartozó egyik nem.

## Rendszerezés
A nembe az alábbi 4 faj tartozik:
- pompás paradicsommadár (Ptiloris magnificus)
- Ptiloris intercedens
- Viktória-paradicsommadár (Ptiloris victoriae)
- pajzsos paradicsommadár (Ptiloris paradiseus)

## Elterjedésük
A paradicsommadár-félék családjának legtöbb fajával ellentétben, melyek őshazája Új-Guinea szigete, a Ptilornis fajok hazája Ausztrália. Csak kettő fajuk, a pompás paradicsommadár (Ptiloris magnificus) és a Ptiloris intercedens fordul elő Új-Guinea szigetén is.

## Megjelenésük
A család tagjainak többségére jellemző erős ivari dimorfizmus megfigyelhető e nem fajainál is. 
A hímek teste javarészt fekete, tollazatukon jellemző fémes csillogással, mely lehet zöldes vagy kékes.
Elsősorban torkukon, fejükön és hasukon jellemző a fémes csillogás.
A tojók egyszerű barna színűek, tollazatuk matt.
Mindkét ivarra jellemző a hosszú, görbült csőr.

## Fordítás
- Ez a szócikk részben vagy egészben  a   Reifelvögel című német Wikipédia-szócikk ezen változatának fordításán alapul.  Az eredeti cikk szerkesztőit annak laptörténete sorolja fel. Ez a jelzés csupán a megfogalmazás eredetét és a szerzői jogokat jelzi, nem szolgál a cikkben szereplő információk forrásmegjelöléseként.